# Athanasios Tsirikos
Athanasios Tsirikos (13 agosto 2002) è un tuffatore greco.

## Biografia
Ha rappresentato la nazionale greca ai campionati europei di nuoto di Glasgow 2018 gareggiando nei concorsi dei tuffi dal trampolino 3 metri, dove è stato eliminato nel turno qualificatorio con il sedicesimo posto e 306,60, a circa 22 punti da Andrzej Rzeszutek ultimo dei qualificati, e nel sincro 3 metri, dove in coppia con il connazionale Nikolaos Molvalis, si è classificato nono, nella gara vinta dai russi Evgenij Kuznecov e Il'ja Zacharov.
Agli campionati mondiali di nuoto di Gwangju 2019 ha gareggiato nella piattaforma 10 metri individuale e sincro, sempre in coppia con Nikolaos Molvalis: in entrambe le competizioni non è riucito a superare il turno preliminare.

## Palmarès
| Anno | Manifestazione   | Sede     | Evento           | Risultato | Prestazione | Note |
| ---- | ---------------- | -------- | ---------------- | --------- | ----------- | ---- |
| 2018 | Europei di nuoto | Glasgow  | Trampolino 3m    | 16º P     | 306,60 p.   |      |
| 2018 | Europei di nuoto | Glasgow  | Sincro 3m        | 9º        | 298,68 p.   |      |
| 2019 | Mondiali         | Gwangju  | Piattaforma 10m  | 43º P     | 286,20 p.   |      |
| 2019 | Mondiali         | Gwangju  | Sincro 10m       | 14º P     | 332,64 p.   |      |
| 2021 | Coppa del mondo  | Tokyo    | Trampolino 3m    | 27º P     | 347,30 p.   |      |
| 2021 | Coppa del mondo  | Tokyo    | Piattaforma 10m  | 35º P     | 332,35 p.   |      |
| 2021 | Coppa del mondo  | Tokyo    | Sincro 10m       | 10º       | 350,28 p.   |      |
| 2021 | Europei di nuoto | Budapest | Piattaforma 10 m | 14º P     | 357,75 p.   |      |
| 2021 | Europei di nuoto | Budapest | Sincro 3m        | 8º        | 346,17 p.   |      |

### Giovanili
- Europei giovanili di nuoto

Bergen 2017: argento nel sincro 3 m